# Павлюченко, Вероника Андреевна
Вероника Андреевна Павленко (род. 28 января 2001 года) — российская профессиональная баскетболистка, играет на позиции лёгкого форварда за баскетбольный клуб «Ника-Лузалес» (с 2023 года). Серебряный призёр чемпионата России 2023/2024 годов.

## Карьера

### Клубная
Родилась 28 января 2001 года. Выступала за различные сборные города Санкт-Петербурга.
С 2018 года играла в молодёжном составе баскетбольного клуба из Видного «Спарта энд К».
С 2020 по 2023 годы Павленко работала в Ростове-на-Дону, являлась игроком ростовского «Пересвет-ЮФУ».
С 2023 года игрок БК «Ника-Лузалес». В сезоне 2023/2024 годов сыграла 41 игру за этот клуб. Стала серебряным призёром чемпионата России по баскетболу среди женщин 2023/2024 годов.
Сезон 2024/2025 годов пропускала, находясь в декретном отпуске. В июне 2024 года вышла замуж.

### Сборная
Приглашалась в различные молодёжные сборные страны для участия в международных соревнованиях.
Привлекалась на сборы и товарищеские игры в составе первой национальной сборной России.

## Достижения
Клубы и Сборная
- Серебряный призёр чемпионата России 2023/2024 годов.